# Odo z Novary
Blahoslavený Odo z Novary (italsky Oddone di Novara, asi 1100, Novara – 14. ledna 1198, Tagliacozzo) byl italský římskokatolický kněz a člen kartuziánského řádu. Od roku 1859 jej katolická církev uctívá jako blahoslaveného.

## Život
V mládí vstoupil do kartuziánského řádu a po čase začal vykonávat funkci převora v kartouze Geirach ve Slovinsku. Dostával se však často do konfliktů s biskupem diecéze, ve které se jeho klášter nacházel. Odešel proto do Říma prosit papeže, aby mohl složit úřad. Když obdržel souhlas, uchýlil se do kartouzy Tagliacozzo a prožil zde zbytek života jako řadový mnich. Zemřel 14. ledna 1198.

## Úcta
Nedlouho po jeho smrti dal papež Řehoř IX. podnět k prozkoumání jeho života za účelem případné beatifikace. Závěry šetření popisují Oda jako skromného a příkladného člověka milujícího Boha. Odo byl beatifikován až v roce 1859 papežem bl. Piem IX. a jeho liturgická památka byla stanovena na 14. leden. Za zázrak potřebný k beatifikaci, byla uznána ta skutečnost, že Tagliacozzo bylo jediným místem, které nebylo poškozeno během zemětřesení, které celé jeho okolí postihlo ve výroční den Odova úmrtí v roce 1784.